# ادوارد هایگارت
ادوارد هایگارت (به انگلیسی: Edward Haygarth) بازیکن فوتبال زادهٔ ۲۶ آوریل ۱۸۵۴ اهل انگلستان بود که سابقهٔ بازی در تیم ملی فوتبال انگلستان را در کارنامهٔ خود دارد. وی در تاریخ ۶ مارس ۱۸۷۵ تنها بازی ملی خود را در مقابل تیم ملی فوتبال اسکاتلند انجام داد.